# Georg Pfeffer (ethnologue)
Georg Pfeffer (* 17 janvier 1943 à Berlin ; † 20 mai 2020) est un ethnologue allemand.

## Vie
Fils du sociologue Karl Heinz Pfeffer et de l'enseignante Margaret Wainman Kirby, il étudia l'ethnologie, la sociologie et l'histoire des religions. À l'âge de 16 ans, Pfeffer déménagea avec ses parents à Lahore au Pakistan, où il fréquenta le Forman Christian College de 1959 à 1962. Il a étudié sous la direction de Rolf Herzog à l'université Universität Freiburg, où il a obtenu son doctorat en 1970. En 1971, il a rejoint l'université Université de Heidelberg, où il a obtenu son habilitation en 1976. À partir de 1978, il a été chargé de cours à l'université et, de 1979 à 1985, professeur d'ethnologie à l'université de Heidelberg. De 1985 à 2008, il a enseigné comme professeur d'université à la Freie Universität Berlin.
Au cours de sa carrière scientifique, il s'est spécialisé dans l'étude de l'Asie du Sud et dans l'ethnologie de la parenté, de la domination et de la religion. Pfeffer est décédé le 20 mai 2020 des suites d'une grave maladie et a été enterré au cimetière de Dahlem à Berlin.
De 1993 à 1995, Pfeffer fut le premier président de la Société berlinoise d'anthropologie, d'ethnologie et de préhistoire.

## Recherche
En 1968 et 1969, il a mené sa première recherche ethnologique sur le terrain auprès de la minorité non musulmane des avortés dans la vieille ville de Lahore, ainsi que des recherches comparatives dans la ville d'Amritsar en Inde, sur lesquelles il a obtenu son doctorat en 1970 ("Pariagruppen im Pandschab").
En 1971-1972, Pfeffer passe une année supplémentaire à faire de la recherche ethnographique dans le cadre du premier "projet Orissa" (1970 à 1976) de la DFG auprès des Sasana-Brahmane qui vivent dans le District Puri dans l'État indien d'Orissa, qui constitue le segment le plus élevé des brahmanes en termes de statut. Cette élite régionale a fait l'objet de sa thèse d'habilitation.
Entre 1974 et 1976, Pfeffer a enseigné en tant que professeur invité à l'université Quaid-i-Azam University à Islamabad, au Pakistan. Avec le professeur A.K. Dani, le doyen des sciences sociales, il a fondé le Department of Anthropology local et a supervisé les premiers travaux de recherche ethnographique.
Les intérêts ethnographiques de Pfeffer l'ont conduit à partir de 1980 dans les montagnes de l'ouest de la Corissa, où il a visité des villages presque chaque année pendant des mois jusqu'en 2002. Il a séjourné plus longtemps chez les Kuttia Kond dans le district de Kandhamal et chez les Gadaba dans le district de Koraput.
Pfeffer a relevé la terminologie de la parenté, les règles et les pratiques du mariage dans plus de 30 unités ethniques différentes. Il a constaté des différences significatives entre ces trois niveaux d'analyse et un système de parenté/affinité caractéristique des zones tribales de l'Inde centrale. (alliance) et de la consanguinité. (consanguinité), qui se distingue nettement des systèmes typiques de l'Inde du Nord ou du Sud.
Par ailleurs, il a étudié l'inhumation secondaire des Gadaba. Celle-ci désigne le "retour" des défunts sous la forme de buffless et l'échange systématique à grande échelle de ces porteurs d'âmes qui, dans le cadre d'un "grand mariage", unit réciproquement des villages agnatiques de manière quasi incestueuse, par analogie avec les relations extérieures affinitaires.
Après Roy, Elwin et von Fürer-Haimendorf, Georg Pfeffer est le premier ethnologue orienté vers l'anthropologie sociale à s'être consacré à une recherche empirique et comparative à long terme sur le complexe des sociétés tribales de l'Inde centrale. Dans le cadre du deuxième "projet Orissa" (1999-2006) de la DFG, Pfeffer a également supervisé les recherches à long terme de Peter Berger, Lidia Guzy, Roland Hardenberg, Tina Otten, Uwe Skoda et Christian Strümpell, qui ont fondamentalement élargi les connaissances ethnologiques sur l'Inde centrale.
Pendant et après sa carrière universitaire d'ethnologue, Pfeffer s'est régulièrement exprimé dans des conférences et des publications sur des questions politiques au Pakistan et en Inde. Il était particulièrement préoccupé par la menace immédiate qui pesait sur la population tribale indienne. De grandes zones tribales des États d'Orissa et de Jharkhand sont prévues par des multinationales pour l'exploitation de minerais, de sorte que des millions d'indigènes pourraient encore perdre leur espace vital et au moins leur existence socioculturelle, comme le démontre avec force l'exemple de la "ville d'acier" Rourkela construite avec l'aide de l'Allemagne en Orissa.

## Œuvres (sélection)
en tant qu'auteur
- Lewis Henry Morgan's Comparisons. Reassessing Terminology, Anarchy and Worldview in Indigenous Societies of America, Australia and Highland Middle India. Berghahn, New York 2019.  (ISBN 978-1-78920-317-2) hardback ;  (ISBN 978-1-78920-318-9) (ebook).
- La parenté comme constitution. Modèles non bureaucratiques d'ordre public. Nomos, Baden-Baden 2016,  (ISBN 978-3-8487-2421-5) (imprimé),  (ISBN 978-3-8452-6580-3) (ePDF)
- Status and affinity in Middle India. Steiner, Wiesbaden 1982,  (ISBN 3-515-03913-9) (Beiträge zur Südostasienforschung ; 76).
- Pariagruppen des Pandschab. Renner, Munich 1970 (thèse de doctorat, Université de Fribourg/B. 1970).
- Hunters, Tribes, Peasants. Crise culturelle et comparaison. NISWASS-CEDEC Press, Bhubaneswar 2003 (The Dr. Ambedkar Memorial Lecture Series).
- Puri's Vedic Brahmins Continuity and Change in their Traditional Institutions. Dans : Anncharlott Eschmann, Hermann Kulke, Gaya C. Tripathi (éd.) : The Cult of Jagannatha and the Regional Tradition of Orissa. Manohar Publ., New Delhi 1978, p. 421-437.

en tant qu'éditeur
- Concept of Tribal Society. Concept Publ., New Delhi 2002,  (ISBN 81-7022-983-9) (Contemporary Society. Tribal Studies ; vol. 5) (avec Deepak Kumar Behera).